# Tullio Pellegrinelli
Tullio Giovanni Pellegrinelli, conegut com a Tullio Pellegrinelli   (Bèrgam, 6 de febrer de 1964), és un antic pilot d'enduro italià de renom internacional. Al llarg de la seva carrera en va guanyar un Campionat del món (1992, en la categoria de 500cc 2T), un d'Europa (1999, en 250cc 2T) i deu d'Itàlia. També va formar part de la selecció italiana que va guanyar el Trofeu als Sis Dies Internacionals d'Enduro tres anys (1986, 1994 i 1995) i va obtenir una victòria individual de classe en aquesta prova (1988).

## Biografia
Tullio Pellegrinelli va debutar en competicions d'enduro el 1981. En la seva primera temporada va ser subcampió d'Itàlia "cadet" en 125cc. L'any següent va guanyar el campionat júnior de la mateixa cilindrada amb una Gilera. El 1983, la seva primera temporada en el campionat de la categoria màxima, va acabar-hi cinquè. El 1984 va fitxar per Kram-It i va guanyar el Trofeu Endurance, el qual va revalidar el 1985 alhora que acabava segon a la categoria de 250cc.
El 1986, Pellegrinelli va guanyar el Campionat d'enduro d'Itàlia per primera vegada, tant a la categoria de 250cc com l'absolut. Als ISDE, celebrats a San Pellegrino Terme, va guanyar el trofeu amb la selecció italiana i va quedar segon de la categoria de 250cc. El 1987 fou campió d'Itàlia de 500cc 2T i absolut i subcampió d'Europa. L'any següent, 1988, va pilotar una Husqvarna de 250 cc i va guanyar el campionat estatal, tant a la seva classe com l'absolut, a més d'obtenir la victòria en aquesta classe als ISDE. El 1989 va revalidar el seu títol estatal de 250cc, mentre que a la classificació absoluta va ser segon, la mateixa posició que obtingué al campionat d'Europa.
L'any 1991, amb Honda, fou campió d'Itàlia de 250cc. L'any següent va guanyar el campionat del món en la categoria de 500cc 2T. El 1993, tornat a Husqvarna, va revalidar el campionat d'Itàlia de 250cc i l'absolut. El 1994 i del 1997 al 1999 va guanyar el campionat estatal en la categoria de 500cc. El 1994 i el 1995 va ser membre de l'equip italià guanyador del Trofeu als ISDE de Tulsa (Estats Units) i Jelenia Góra (Polònia).
El 1999 va guanyar el Campionat d'Europa en la classe dels 250cc 2T. L'any 2000 va ser subcampió d'itàlia a la categoria de quatre temps i el 2001 ho fou de 500cc 2T. Els anys 2004 i 2005 va ser tercer al campionat d'Itàlia en les classes de 500cc i 450cc 4T respectivament. El 2006 va acabar cinquè a 450cc 4T. El 2007 i el 2008 va ser campió d'itàlia en la Classe 2, i subcampió de 4T, de la Hard Race.

## Palmarès
- 1 Campionat del món d'enduro 500cc 2T (1992)
- 1 Campionat d'Europa d'enduro 250cc 2T (1999)
- 3 Victòries al Trofeu dels ISDE (1986, 1994-1995)
- 1 Victòria de classe en 250cc als ISDE (1988)
- 10 Campionats d'Itàlia d'enduro (1986-1989, 1991, 1993-1994, 1997-1999)
- 2 Campionats d'Itàlia Hard Race en Classe 2 (2007-2008)